# Tom Maayan
Tom Maayan (en hébreu : טום מעיין), né le 5 juillet 1993 à Montréal au Canada, est un joueur israélien et canadien de basket-ball, évoluant au poste de meneur.

## Carrière
Maayan est élevé par sa mère au Canada et quitte le pays à 3 ans pour aller s'établir en Israël. Il possède la double nationalité israélienne et canadienne.
Maayan est formé à l'Hapoël Galil Elyon. Avec son lycée de Emek Ha-Hula, il remporte deux fois le championnat des lycées, en 2010 et 2011. Il part ensuite jouer un an à la Canarias Basketball Academy.
Il rejoint ensuite le championnat universitaire américain, la NCAA et l'équipe des Pirates de Seton Hall à l'été 2012. Sa première année se passe normalement, mais lors de la deuxième, il est au centre d'un bras de fer diplomatique entre l'armée israélienne et l'université Seton Hall. En mars 2013, il est rappelé en Israël pour accomplir son service militaire. Il effectue 5 mois de service en Haute Galilée.
Maayan participe avec l'équipe d'Israël, au championnat d'Europe des 20 ans et moins en juillet 2013. L'équipe termine à la 15e place, mais Maayan réussit un bon championnat (avec des moyennes de 10,1 points et 5,6 passes décisives). Il termine deuxième meilleur passeur de la compétition derrière l'Ukrainien Klym Artamonov et est remarqué par l'entraîneur national Arik Shivek.
Il obtient, en août 2013, une exemption de service de 90 jours et repart jouer avec les Pirates. Il est cependant rappelé par l'armée en novembre 2013 qui ne lui avait pas donné l'autorisation de quitter le pays, le gouvernement croyant à une possible défection de Maayan,.
Maayan repart donc en Israël et s'engage en décembre 2013 avec le Hapoël Jérusalem, club de première division.